# Dendrophryniscus stawiarskyi
Dendrophryniscus stawiarskyi är en groddjursart som beskrevs av Eugenio Izecksohn 1994. Dendrophryniscus stawiarskyi ingår i släktet Dendrophryniscus och familjen paddor. IUCN kategoriserar arten globalt som otillräckligt studerad. Inga underarter finns listade i Catalogue of Life.